# Телчаркови
Телчаркови (Polygalaceae) е семейство покритосеменни растения от разред Fabales. Включва около 1000 вида, разпространени по целия свят с изключение на Океания.

## Родове
- Atroxima
- Balgoya
- Barnhartia
- Bredemeyera
- Carpolobia
- Comesperma
- Diclidanthera
- Epirixanthes
- Eriandra
- Monnina
- Monrosia
- Moutabea
- Muraltia
- Nylandtia
- Polygala – Телчарка
- Salmonia
- Securidaca